# Proves Mazda
Les proves Mazda foren un seguit de proves realitzades a principis de 1928 per alguns estudis cinematogràfics de Hollywood amb l'objectiu de perfeccionar l'ús de la il·luminació incandescent o de tungstè (també anomenada Mazda) amb la recent popularitzada pel·lícula pancromàtica.

## La il·luminació al cinema abans de les proves
Als inicis del cinema les pel·lícules es rodaven en exteriors, degut a que les pel·lícules ortocromàtiques que s'utilitzaven eren molt poc sensibles a la llum i, per tant, en necessitaven una gran quantitat. Els cineastes havien d'aprofitar la llum natural del dia fet que els feia gravar en exteriors. Aviat es van començar a construir estudis amb el sostre, i a vegades les parets, de vidre per poder rodar en interiors.
Al cap de poc es van començar a buscar tècniques d'il·luminació artificial per no haver de dependre de la variable llum solar. Les làmapdes de vapor de mercuri i les làmpades d'arc van ser les més utilitzades, generalment, durant els inicis de Hollywood. Les làmpades de vapor de mercuri tenien l'avantatge de que no s'escalfaven massa i no emetien fums, però no es podia regular la intensitat lumínica. Emetien una llum blava i verda, sense vermells, que ja era suficient per gravar amb les pel·lícules ortocromàtiques que només eren sensibles als blaus i violetes. Les làmpades d'arc funcionaven amb carbó i del tipus d'aquest depenia la calidesa de la llum que emetien. Però produïen molta calor dificultant les gravacions.
Amb l'arribada de la pel·lícula pancromàtica, sensible a tota la gamma cromàtica, les làmpades de vapor de mercuri (només sensibles a blaus i violetes) van començar a ser substituides per les incandescents o de tungsté, cada vegada més populars entre els cineastes.

## Les proves

### Reunions prèvies
El 16 de novembre de 1927 es va reunir la branca de tècnics de la de l’AMPAS (Academy of Motion Pictures Arts and Sciences) per discutir el progrés de la il·luminació de tungstè en relació amb la pel·lícula pancromàtica. Estaven d’acord que la llum de tungstè era el futur de la il·luminació i predeien que seria utilitzada universalment al cap de poc temps. També reconeixien que la majoria de operadors de càmera de la indústria tenien formació escassa o nul·la amb relació a aquest tipus d’il·luminació. Per tal de resoldre aquesta manca de coneixement proposaven que els càmeres de la branca de tècnics es comprometessin a educar a la resta de càmeres de la indústria sobre el seu funcionament. Així mateix acordaven demanar a la branca de productors de l’Acadèmia que proveïssin els estudis amb els equipaments necessaris. Finalment es va decidir portar a terme demostracions, a mode de classes, per a operadors de càmera i altres interessats en la utilització de la il·luminació de tungstè, les posteriorment anomenades Proves Mazda.
En reunions posteriors es va acordar que les demostracions es durien a terme als estudis de Warner Bros., De Mille Studios, Goldwyn i el First National Studio. La mateixa Acadèmia seria qui cobriria les despeses d’equipament. Una desena d’empreses van fer aportacions, econòmiques i materials, per a les proves.
- General Electric Company: làmpades(4500$)
- Keese Engineering Company: làmpades de tub
- Make-Up Artists’ Association: maquillatge
- Max Factor: maquillatge i material
- Mole-Richardson, Inc.: equipament i desenvolupament de nous models
- Eastman Kodak Company, Agfa Company i Dupont Company: negatius
- Laboratoris de revelat: revelat gratuït
- Jacobsmeyer Co.: rètols
- Association of Motion Picture Producers: fons per pagar despeses laborals i extres

### Objectius
L’objectiu principal de les proves era educar als tècnics de la industria cinematogràfica sobre el funcionament de la il·luminació de tungstè. Tanmateix també era d’importància la investigació al voltant d’aquest tipus d’il·luminació i com utilitzar-la en relació amb la pel·lícula pancromàtica.

### Procés
Es va acordar que les proves se celebrarien a l’abril, just abans de la Convenció de la Society Motion Picture Engineers. D’aquesta manera estaba assegurada la presencia d’experts del sector. Les proves consistien en rodar als estudis amb pel·lícules pancromàtiques i il·luminació de tungstè. Mentrestant s’intentaven solucionar problemas com la il·luminacnió de grans platós, dels decorats o dels actors i s’experimentava amb el color.
Es van redactar i entregar dos qüestionaris als estudis, a l’inici i a mitjans de les proves, per fer un seguiment d’aquestes i dels resultats que s’estaven obtenint. Per al primer només la meitat dels estudis havien fet proves suficients per obtenir resultats justificables. Els resultats del segon indicaven que la gran majoria dels estudis ja realitzaven proves en produccions reals. En aquests qüestionaris es feien diverses preguntes des dels costos de l'electricitat de la il·luminació de tungstè en comparació amb l’anterior, la reducció d’hores de producció o els tipus de pel·lícules que s’estaven fent servir. Aquests són els dos qüestionaris tal com es van enviar als estudis: 
Qüestionari 1:
1. Cost laboral del funcionament elèctric amb llums incandescents en comparació amb el que hauria estat la il·luminació dura, donant xifres.
2. Cost del consum actual comparat de la mateixa manera.
3. Despeses de substitucions, com ara globus, etc., en comparació amb les substitucions d'il·luminació dura.
4. Estimacions de com la il·luminació incandescent ha accelerat la producció, en comparació amb la llum dura.
5. Limitacions de la il·luminació incandescent, indicant per què existeixen aquestes limitacions i si es deuen a un equipament insuficient o a millores no desenvolupades.
6. Adaptabilitat de la il·luminació incandescent, en comparació amb la il·luminació dura, explicant on es pot aprofitar millor la il·luminació suau.
7. Quins tipus de pel·lícules es van utilitzar i resultats comparatius en quant als diferents tipus.

Qüestionari 2:
1. Cost laboral: Quins han estat els vostres costos de mà d'obra elèctrica amb les làmpades incandescents, en comparació amb la il·luminació d'arc des de l'11 de gener de 1928?
2. Cost actual: quin ha estat el cost relatiu del corrent elèctric per a les dues formes d'il·luminació des de l'11 de gener? si aquesta informació no està disponible, quins han estat els amperatges relatius dels conjunts incandescents i d'arc de mida i caràcter similars?
3. Substitucions: Quina ha estat la vostra experiència des de l'11 de gener pel que fa al cost de substitucions de llum o globus, en comparació amb les renovacions de carboni?
4. Velocitat: la il·luminació incandescent accelera la producció per raó de la lleugeresa dels equips i la fiabilitat de la llum constant? Si és així, si us plau, doneu una estimació comparativa.
5. Defectes: feu una declaració de les deficiències de l'escapament incandescent: (a) Equips d'il·luminació general, laterals, cúpules, scoopse, etc. (b) Modelatge d'il·luminació, taques, sols, etc.
6. Qualitat fotogràfica: 'Quines són les qualitats comparatives de la il·luminació incandescent i d'arc? (a) Equips d'il·luminació general, laterals, cúpules, scoopse, etc. (b) Modelatge d'il·luminació, taques, sols, etc.
7. Objectius: les lents de càmera que heu utilitzat han donat resultats totalment satisfactoris?
8. Resum: Quina ha estat la vostra reacció i conclusió general sobre el valor dels resultats de les demostracions i investigacions realitzades per l'Acadèmia en col·laboració amb la Societat Americana de Cinematògrafs i l'Associació de Productors de Cinema?